# پول قانونی

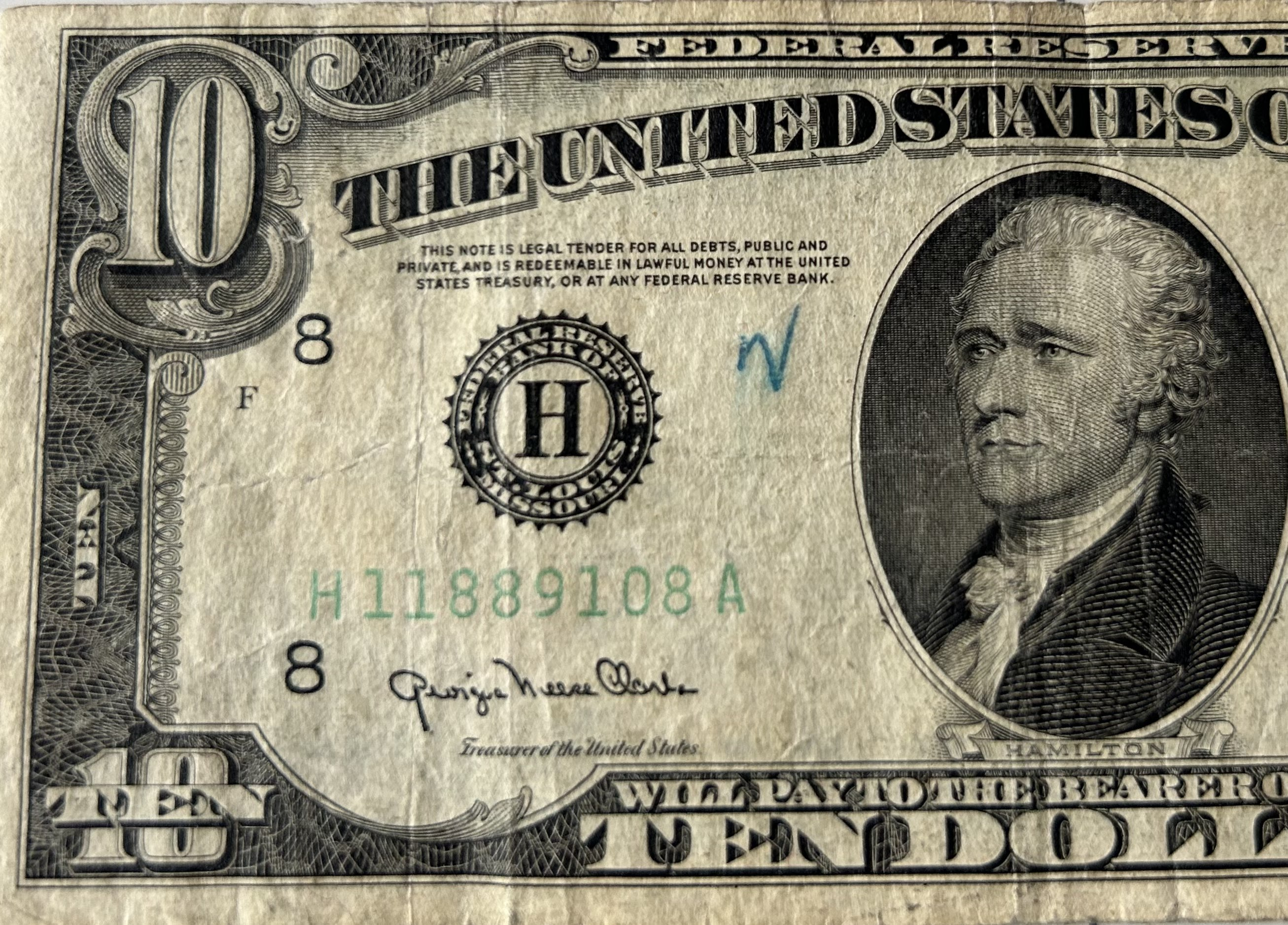
جزئیات روی یک اسکناس ده دلاری سری ۱۹۵۰ ایالات متحده، که عبارت «این اسکناس برای همه بدهی‌ها، دولتی و خصوصی، ارز قانونی است و در خزانه‌داری ایالات متحده یا هر بانک فدرال رزرو به صورت پول قانونی قابل بازخرید است. این عبارت متعاقباً در شماره‌های بعدی کوتاه شد: «این تبصره برای کلیه بدهی‌های دولتی و خصوصی وجه قانونی است.»

پول قانونی (انگلیسی: Legal tender) پولی است که به‌موجب قانون، طلبکار موظف به پذیرش آن است و نمی‌تواند از قبول آن سرباز بزند. به موجب قانون، پول قانونی برای پرداخت هرگونه دین که برحسب پول بیان شده باشد باید پذیرفته شود؛ ولی یک فروشنده اگر نخواهد کالای خود را در برابر پول بفروشد به پذیرفتن پول قانونی مجبور نیست.
مسکوکات قانونی در برخی از کشورها فقط به‌طور محدود قدرت ابرأ قانونی دارد. مثلاً در انگلیس مسکوکات فقط تا میزان ۲ لیره می‌تواند مورد قبول طلبکار باشد.